# Hong Kong Senior Challenge Shield 2015/16
Der Hong Kong Senior Challenge Shield 2015/16, aus Sponsorengründen auch als HKFA Canbo Senior Shield bekannt, war die 114. Austragung eines K.-o.-Fußballwettbewerbs in Hongkong. Teilnehmer waren die neun Mannschaften der ersten Liga, der Hong Kong Premier League. Das Turnier begann am 23. September 2015 und endete mit dem Finale im Hong Kong Stadium am 24. Januar 2016. Titelverteidiger war der Eastern AA.

## Termine
| Runde         | Datum                               |
| ------------- | ----------------------------------- |
| 1. Runde      | 23. September 2015                  |
| Viertelfinale | 3. Oktober 2015 4. Oktober 2015     |
| Halbfinale    | 26. Dezember 2015 27. Dezember 2015 |
| Finale        | 24. Januar 2016                     |

## Erste Runde
|                                       | Ergebnis  |                      |
| ------------------------------------- | --------- | -------------------- |
| 23. September 2015 (Kowloon Bay Park) |           |                      |
| Dreams Metro Gallery                  | 1:2 n. V. | Southern District FC |

## Viertelfinale
|                                          | Ergebnis |                      |
| ---------------------------------------- | -------- | -------------------- |
| 3. Oktober 2015 (Mong Kok Stadium)       |          |                      |
| Kitchee SC                               | 1:0      | Hong Kong Pegasus FC |
| 3. Oktober 2015 (Tsing Yi Sports Ground) |          |                      |
| Wong Tai Sin DRSC                        | 1:5      | Southern District FC |
| 4. Oktober 2015 (Mong Kok Stadium)       |          |                      |
| South China AA                           | 4:0      | Yuen Long FC         |
| 4. Oktober 2015 (Tsing Yi Sports Ground) |          |                      |
| Eastern AA                               | 2:0      | Hong Kong Rangers FC |

## Halbfinale
|                                      | Ergebnis              |                |
| ------------------------------------ | --------------------- | -------------- |
| 26. Dezember 2015 (Mong Kok Stadium) |                       |                |
| Southern District FC                 | 2:1                   | Kitchee SC     |
| 27. Dezember 2015 (Mong Kok Stadium) |                       |                |
| Eastern AA                           | 2:2 n. V. (4:3 i. E.) | South China AA |

## Finale
|                                     | Ergebnis |            |
| ----------------------------------- | -------- | ---------- |
| 24. Januar 2016 (Hong Kong Stadium) |          |            |
| Southern District FC                | 0:2      | Eastern AA |